# 丸ノ内サディスティック
「丸ノ内サディスティック」（まるのうちサディスティック）は、日本のシンガーソングライター・椎名林檎による楽曲。「丸の内サディスティック」や「㋚」（マルサ）と表記される場合もある。

## 概要
シングルカットはされていないが、活動初期からコンサートやテレビの音楽番組などでアレンジを変えながら演奏され続ける椎名の代表曲の1つ。のちに椎名が結成したバンド・東京事変でも頻繁に演奏されていた。またアルバム曲ながらトリビュート・アルバムに選曲されたりチャート上位に入ったりするなど世間の認知度も高く、他のアーティストにカバーされることも多い。
正式に収録されたのは1作目のスタジオ・アルバム『無罪モラトリアム』だが、アルバムに先行して発売されていた2枚目のシングル「歌舞伎町の女王」のカップリング曲で弾き語りのメドレーの一部として披露されていた。4作目のアルバム『三文ゴシップ』には、歌詞の大部分を英語に改めてリアレンジされたものがボーナス・トラックとして収録されている。
「Just the Two of Us進行」と呼ばれる有名なコード進行を使った楽曲で、オリジナルバージョンは椎名自身が演奏するピアノと鍵盤ハーモニカの音とバンドのグルーヴが印象的なポップチューンとなっている。
オリジナルバージョンのミュージック・ビデオは制作されていないが、ライブ音源を使用した東京事変名義の映像作品が「幕ノ内サディスティック」というタイトルで制作され、ライブ映像集『珍プレー好プレー』に収録されている。また同バンドのYouTube公式チャンネルにおいても公開されている。
世代を超えたロングセラーであり、アルバム初出から23年後の2022年3月度日本レコード協会認定にて、ストリーミングでのプラチナ認定（1億回再生）を達成した。90年代以前に初出の作品が1億回再生を達成した例は数件存在するが、アルバム楽曲による達成は本作が唯一である。さらに2024年9月度日本レコード協会認定にて、ストリーミングでのダブルプラチナ認定（2億回再生）を達成した。

## タイトルと歌詞
タイトルの「丸ノ内」とは、当時の営団地下鉄（現在の東京メトロ）丸ノ内線のことであり、「銀座」や「後楽園」などの主要駅が歌詞に登場する。またこの「丸ノ内〜」の表記は、「丸の内〜」と表記されることも多く、初出であるシングル「歌舞伎町の女王」のブックレット、正式に収録された『無罪モラトリアム』の帯や収録曲一覧では後者の表記だが、歌詞が掲載されているページでは前者の表記になっているなど、かなりの表記ゆれがある。しかし近年の活動では「丸ノ内〜」と表記する場合が多く、椎名の公式ホームページ『SR 猫柳本線』などでは全面的に「丸ノ内〜」と表記されている。また椎名によれば、この曲と「歌舞伎町の女王」の原点は幼い頃に聞いていたザ・ピーナッツの「東京の女」のようなご当地ソングにあるという。
歌詞には地名以外にも「マーシャル」（アンプ）、「リッケン（バッカー）620」（ギター）や「RAT」（エフェクター）、椎名が敬愛する浅井健一の愛称「ベンジー」と彼の愛用するギターの名称「グレッチ」などの音楽関連用語が登場するほか、浅井の所属していたバンド・BLANKEY JET CITYの楽曲「ピンクの若いブタ」より「ピザ屋の彼女」という詞が引用されている。
この楽曲はデビュー前、椎名がイギリスにホームステイしていた際にミュージックシーケンサーの打ち込みで作られたもので、仮歌詞の段階では全て英語であったが、発表するにあたって仮歌詞の語感を活かした日本語に変更している。そのため、もともとは「So I am looking for〜」だった部分が「将来僧に〜」というフレーズに置き換えられるなどしている。

## 楽曲情報
- 「丸の内サディスティック」（『無罪モラトリアム』（1999年2月24日）収録）

オリジナルバージョン。椎名林檎がボーカルの他、鍵盤楽器の演奏も担当している。亀田誠治のベース・ソロは椎名の要望によりレコーディング現場で急遽演奏することになったパートで、一発勝負という感じで1、2回しか録らなかったとのこと。
- 編曲：亀田誠治
- 演奏（バンド「絶叫ソルフェージュ」）
  - 椎名林檎：ボーカル・ピアノ・鍵盤ハーモニカ・手足
  - 亀田誠治：エレクトリックベース・声
  - 河村智康：ドラムス・声・手足

- 「丸の内サディスティック（EXPO Ver.）」（アルバム『三文ゴシップ』（2009年6月24日）収録）

アルバムのボーナス・トラックとして収録。歌詞の大半が英語に書き換えられ、新たに東京事変のバンドメンバー（当時）の浮雲によるR&B調のアレンジが施された打ち込みのトラックが制作された。当初は浮雲だけでなく同じく東京事変のメンバーだった伊澤一葉も制作に参加する予定だった。しかし先に制作を始めていた浮雲がほとんど曲を完成させてしまったために伊澤が連絡してきた際に椎名が彼に代わって断りを入れたとのこと。なおEXPO Ver.とは2008年に開催された「椎名林檎 (生)林檎博'08 〜10周年記念祭〜（Ringo EXPO 08）」のエンドロールの際に流れた際のアレンジがベースとなっていることから。ミュージック・ビデオ集『性的ヒーリング〜其ノ四〜』にはエンドロールとして収録されている。宇多田ヒカルが小袋成彬のラジオ番組にゲスト出演した際、椎名から直接もらったというコーラスとトラックのみのインスト音源に乗せて2人でこのバージョンのカバーを披露した。
- 編曲：浮雲
- 演奏
  - 浮雲：コーラス
  - 三浦淳悟（ペトロールズ）：ベース
  - 井上雨迩：プログラミング

- 「丸ノ内サディスティック neetskills mix」

20周年記念ツアー「(生)林檎博’18 - 不惑の余裕-」のエンディングに使用された。ベストアルバム「ニュートンの林檎 〜初めてのベスト盤〜」に初回限定ボーナストラックとして収録された。
- 「実録 -新宿にて- 丸の内サディスティック〜歌舞伎町の女王」（シングル「歌舞伎町の女王」（1998年9月9日）収録）

シングルのカップリング曲として収録。アコースティック・ギターによる弾き語りで表題曲とのメドレーの一部として演奏されている。
タイトルに「新宿にて」とあるようにストリート・パフォーマンスを模しているが、ライブ・バージョンではない。当初は本当に路上での演奏をレコーディングするつもりだったが、実際に録音してみると思ったほど臨場感が出なかったため、屋外で録ったボーカルに別録りした雑踏の騒めきや行き交う通行人の足音などのSEを重ねてレコーディングした。

## カバー
| アーティスト           | 収録作品                                               | 発売日        | 備考 |
| ---------------------- | ------------------------------------------------------ | ------------- | --- |
| 東京事変               | ライブ・アルバム『東京コレクション』                   | 2012年2月15日 | 椎名林檎が所属していた東京事変の演奏と椎名本人の歌唱によるライブ・バージョンを収録。                                                                                   |
| 東京事変               | ライブ映像集『珍プレー好プレー』                       | 2012年8月29日 | ライブ音源を使用した特別編集のミュージック・ビデオ「幕ノ内サディスティック」を収録。                                                                                   |
| UNCHAIN                | カバー・アルバム『Love & Groove Delivery』             | 2013年2月6日  | |
| マオ from シド         | ライブDVD『Maison de M vol.1 in Billboard Live TOKYO』 | 2017年3月29日 | |
| 宇多田ヒカル・小袋成彬 | トリビュート・アルバム『アダムとイヴの林檎』           | 2018年5月23日 | 同じ二人でラジオ番組で披露したものではなく、ミュージシャンたちとセッション形式で録音した物を収録。                                                                     |
| スキマスイッチ         | シングル「青春」初回限定盤A                            | 2019年7月3日  | ライブ音源。スキマスイッチのカバーライブ「THE PLAYLIST vol.2」にてリクエスト募集で人気が高かった曲として披露。ジャミロクワイの「Virtual Insanity」とのマッシュアップ。 |
| ざきのすけ。           | シングル「彼は誰どき」                                 | 2023年5月31日 | |